# Condat-sur-Ganaveix
Condat-sur-Ganaveix è un comune francese di 674 abitanti situato nel dipartimento della Corrèze nella regione della Nuova Aquitania.

## Società

### Evoluzione demografica
Abitanti censiti